# Islando-brasileiro
Islando-brasileiros são brasileiros de completa ou parcial ancestralidade islandesa ou islandeses residentes no Brasil. Foi no fim do século XIX e início do século XX que algumas famílias islandesas decidiram emigrar para o país sul-americano, se concentrando, principalmente, na região sudeste e no Paraná. Atualmente o Brasil é o 13º país com mais islandeses no mundo fora da Islândia.[carece de fontes?]